# Diocesi di Locri-Gerace

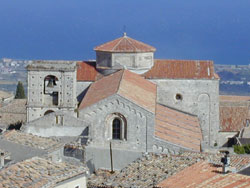
La basilica concattedrale di Santa Maria Assunta a Gerace.

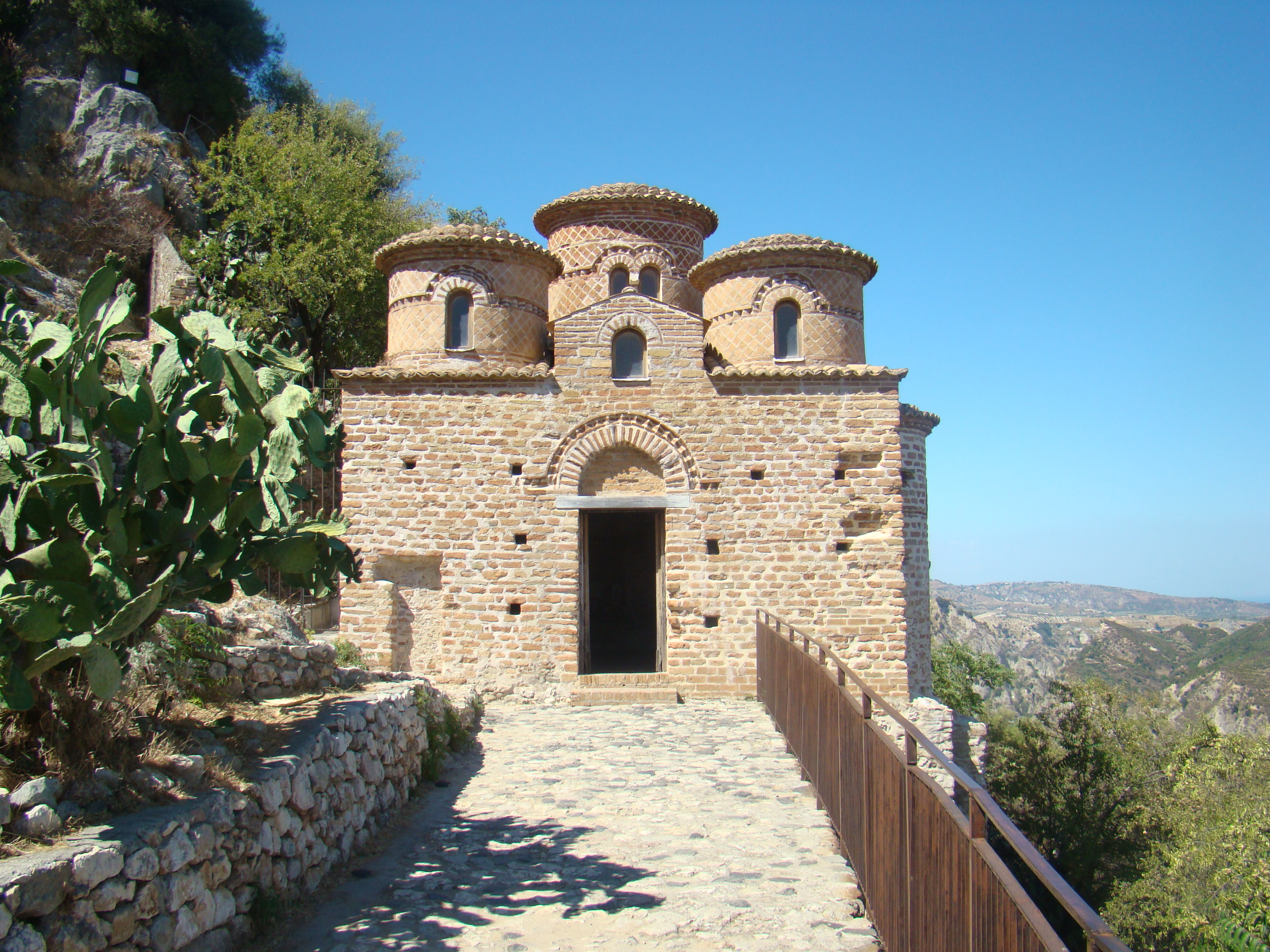
La Cattolica di Stilo, architettura bizantina risalente al IX-X secolo.

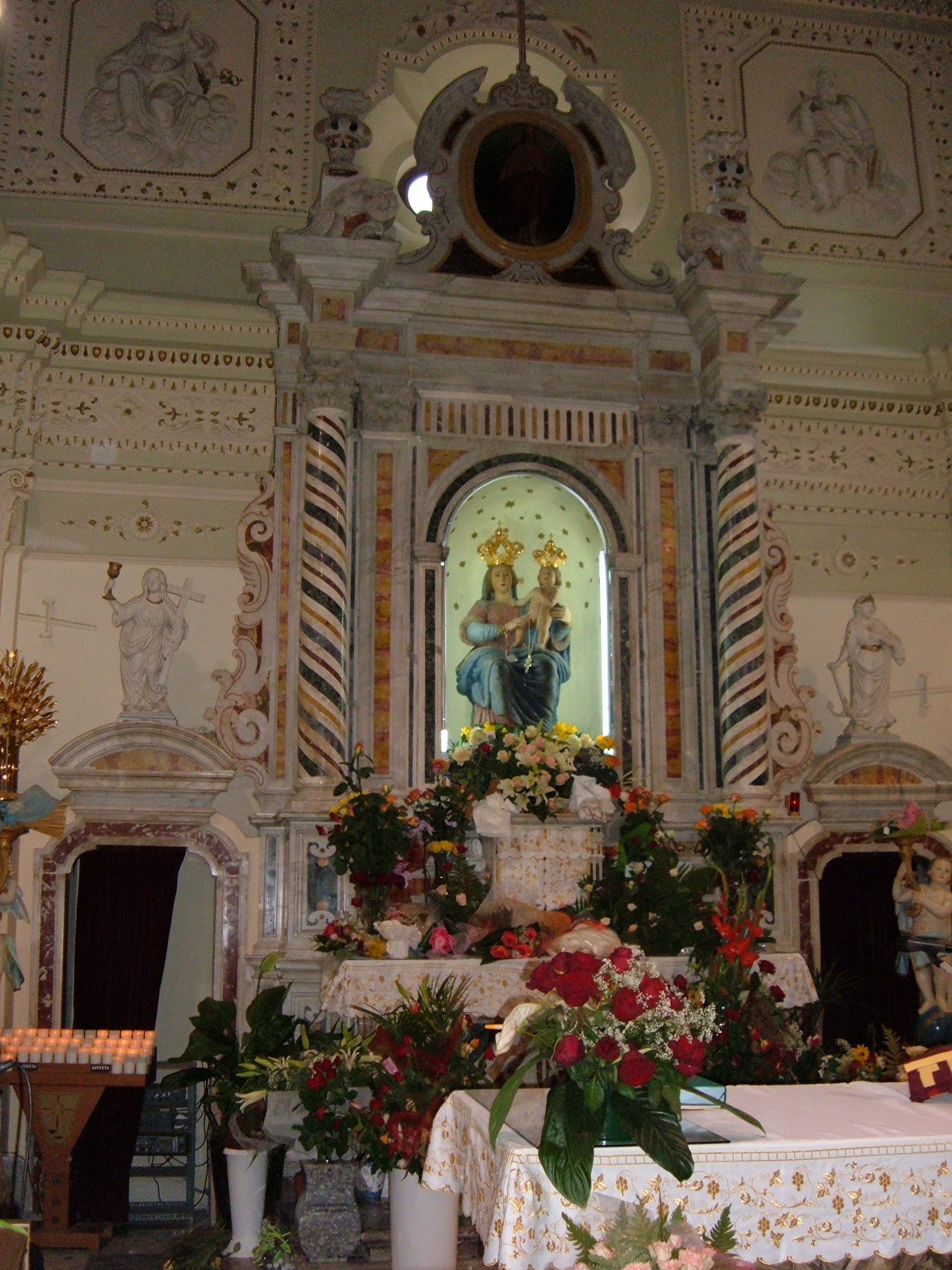
L'altare maggiore del santuario della Madonna di Polsi.

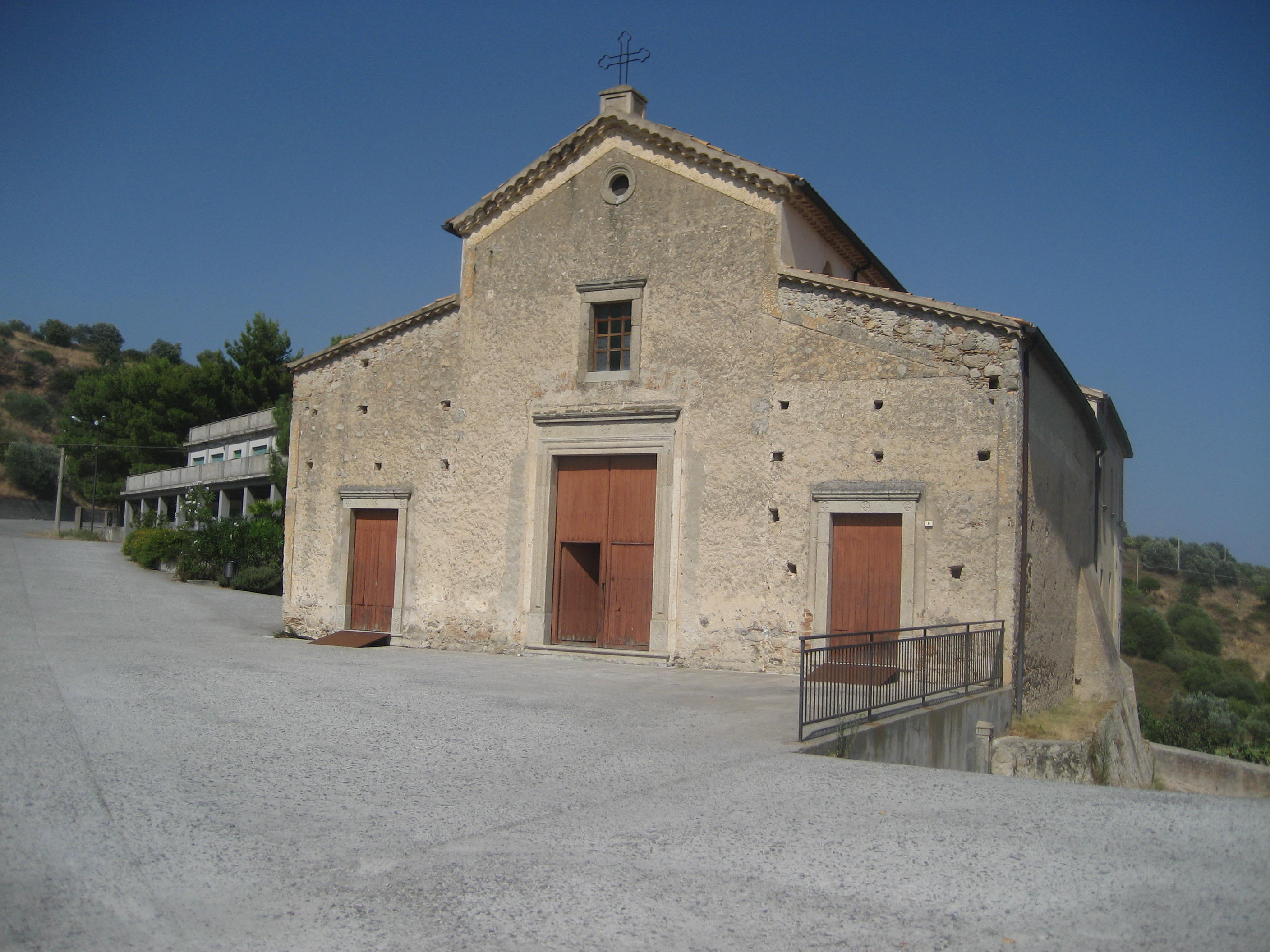
Il santuario dei Santi Cosma e Damiano a Riace.

La diocesi di Locri-Gerace (in latino Dioecesis Locrensis-Hieracensis) è una sede della Chiesa cattolica in Italia suffraganea dell'arcidiocesi di Reggio Calabria-Bova, appartenente alla regione ecclesiastica Calabria. Nel 2023 contava 108.208 battezzati su 118.617 abitanti. È retta dal vescovo Francesco Oliva.
I vescovi di Locri-Gerace, oltre al titolo proprio, hanno unito il titolo di "abati commendatari" di Santa Maria di Polsi.

## Territorio
La diocesi comprende i seguenti comuni nella città metropolitana di Reggio Calabria: Africo, Agnana Calabra, Antonimina, Ardore, Benestare, Bianco, Bivongi, Bovalino, Bruzzano Zeffirio, Camini, Canolo, Caraffa del Bianco, Careri, Casignana, Caulonia, Ciminà, Ferruzzano, Gerace, Gioiosa Ionica, Grotteria, Locri, Mammola, Marina di Gioiosa Ionica, Martone, Monasterace, Pazzano, Placanica, Platì, Portigliola, Riace, Roccella Ionica, Samo, San Giovanni di Gerace, San Luca, Sant'Agata del Bianco, Sant'Ilario dello Ionio, Siderno, Stignano, Stilo.
Sede vescovile è la città di Locri, dove si trova la cattedrale di Santa Maria del Mastro. A Gerace sorge la basilica concattedrale di Santa Maria Assunta. Tra i principali santuari della diocesi sono da ricordare il santuario della Madonna di Polsi nella frazione di Polsi (comune di San Luca), e il santuario dei Santi Cosma e Damiano a Riace.
Il territorio si estende su 1.248 km² ed è suddiviso in 73 parrocchie.

## Storia

### Epoca antica e bizantina
La storia della fede cristiana nella diocesi di Locri-Gerace comincia sin dai primi secoli del cristianesimo. Le notizie documentate dei secoli tardo antichi e alto medioevali riguardano il solo centro principale e sede del vescovo, Locri, non riferendosi al suo territorio. La presenza documentata del cristianesimo, per mezzo di due epigrafi, è del IV secolo. La cattedra vescovile fu istituita probabilmente assai presto, benché sia documentata solo a partire dalla fine del VI secolo.
I limiti della primitiva area d'influenza (non si potrebbe definirla diocesi) di Locri erano la fiumara Allaro (subito oltre Caulonia) a nord, e quella di Melito (Tuccio) a sud. Comprendeva interamente quella che sarebbe diventata in seguito la diocesi di Bova. È possibile che ci fossero dei piccoli centri abitati, oltre a Locri. Dovettero esserci anche degli edifici di culto, come ad esempio la chiesetta detta di San Marco nell'area di Kaulon (odierno sito archeologico nei pressi di Monasterace Marina), recentemente datata al V-VI secolo. Tra i primissimi monasteri in Calabria, documentati alla fine del VI secolo, ce ne è stato uno a Locri; erano monasteri di lingua e probabilmente di rito latino. Di questi si hanno notizie non oltre la metà del VII secolo, poi non si ha notizia di vita monastica nella regione fino all'arrivo dei monaci greci.
I primi vescovi locresi indicati dalla tradizione sono delle figure leggendarie, senza nessun fondamento storico, come il vescovo Suera, indicato nel I secolo. Tra i vescovi che la tradizione e le antiche cronotassi hanno attribuito a Locri, vi sono tre prelati che non hanno nulla a che fare con questa diocesi: Basilio I, presente al concilio di Calcedonia del 451, era in realtà vescovo di Nacolia in Frigia; Pietro fu vescovo Lorensis (Lorium in Etruria) e non Locrensis; infine, Basilio II compare nello pseudo-sinodo romano del 503 come episcopus Nacoliae, evidentemente desunto dalle sottoscrizioni del sinodo calcedonese.
Invece il primo vescovo di Locri di cui si conosce il nome è Dolcino, nominato in una lettera di papa Gregorio Magno, e di cui si sa solo che fu il predecessore immediato di Marciano, eletto nel 597 e che sedeva sulla cattedra locrense ancora nel 599. Altri vescovi documentati prima dell'anno mille presero parte ai concili o sinodi dell'antichità: Crescenzo (concilio lateranense del 649), Stefano (concilio romano del 680), Gregorio (vissuto agli inizi dell'VIII secolo), Cristoforo (concilio di Nicea del 787) e Giorgio (concilio costantinopolitano dell'870).
Dal VI secolo il territorio della Calabria meridionale divenne dominio dell'impero bizantino; da questo momento si impose in diocesi il rito greco che avrà larga diffusione su tutto il territorio fino al XV secolo. A partire dalla prima metà dell'VIII secolo, in seguito alla crisi iconoclastica, l'imperatore bizantino sottrasse le diocesi nei domini dell'Italia meridionale al patriarcato di Roma per sottometterle al patriarcato di Costantinopoli. In questo contesto la diocesi di Locri fu resa suffraganea dell'arcidiocesi di Reggio, come documentato dalle Notitiae Episcopatuum del patriarcato di Costantinopoli.
Le liste episcopali del concilio di Nicea del 787 e la Notitia del IX secolo documentano il trasferimento della sede vescovile a Santa Ciriaca, nome bizantino di Gerace, a causa della decadenza e dell'abbandono di Locri, troppo esposta ai pericoli provenienti dal mare. I vescovi assunsero inizialmente il nome di "vescovi di Santa Ciriaca"; secondo le Notitiae del X secolo la diocesi riprese il nome di Locri o Locride, ad indicare la regione piuttosto che la città episcopale. In seguito si impose il nome di Gerace. Superstiti di quest'epoca, e per questo preziosissime, sono a Gerace le chiese di San Giovannello e della Nunziatella (di quest'ultima si conserva, del periodo, solo la zona absidale), databili al X secolo.
Dell'insediamento sul territorio in età bizantina si sa poco. Verosimilmente, Gerace non era il solo centro abitato. La fascia costiera era probabilmente desolata. Verso l'interno dovevano sorgere altri kastron o kastellion e numerosi Choria e Pyrgoi. Emergono dai documenti i nomi di Africo, Bovalino, Bruzzano, Bucito (antico nome di Martone), verosimilmente già esistevano Ardore, Grotteria, Mammola, Roccella, Castelvetere (Caulonia). In quel periodo, tra le colline, vivevano eremiti, ed i monasteri erano presenti un po' ovunque nel territorio.
Nel X secolo fu fondata la diocesi di Bova, ricavandone buona parte di territorio da quella di Gerace.

Le città calabresi furono lungamente contese dagli arabi che, dalla vicina Sicilia, le assaltarono più volte. Nel 925 depredarono Bruzzano; Gerace fu saccheggiata nel 985 assieme a Bovalino.

### Il monachesimo greco
Negli ultimi anni del IX secolo, e nei primi del X, la Calabria accolse i cristiani scacciati dalla Sicilia dagli arabi. Fu l'inizio dello sviluppo nella regione del monachesimo, cosiddetto, italogreco. Dalla Sicilia arrivarono, per stabilirsi in Calabria, santi come Elia il Giovane e Leoluca di Corleone. Secondo un noto studioso francese, nel X secolo «… la Calabria diviene per eccellenza la terra dei monaci e degli eremiti… una nuova Tebaide, la cui fama si espande, attraverso tutto il mondo bizantino, fino a Costantinopoli ed a Gerusalemme…». La regione darà dei santi come Elia Speleota, Nicodemo da Cirò, Fantino il Giovane, Nilo da Rossano, Giovanni Theristis, Leo d'Africo.
Nella diocesi, i monaci greci sono presenti esplicitamente nelle fonti non prima della fine del IX – inizi del X secolo. La tradizione che vuole sant'Ilarione romitante a Caulonia nel IV secolo, non ha alcun fondamento storico. I greci di Calabria sono insieme coltivatori e copisti; essi dissodano il suolo, sradicano gli alberi, piantano la vite. Così in molti luoghi, attorno ai monasteri, si formano paesi, che rapidamente si popolano di contadini.
Nella diocesi c'erano quattro zone monastiche eminenti: quella di Stilo - Bivongi; l'attuale valle del Torbido, compresa la Limina; il territorio di Gerace; e la valle del Buonamico. Oltre alle forme eremitica e lavriotica, che sono bene attestate, non molto si sa dei monasteri che dovettero essere presenti.
Il monastero più importante della diocesi era San Filippo d'Argirò a Gerace, mentre l'unico monastero femminile, anch'esso a Gerace, era quello di Santa Parasceve. Nella vallata dello Stilaro si trovavano il monastero di San Giovanni Theristis a Bivongi (che ebbe come grangia Santi Cosma e Damiano a Riace), Santa Maria di Monte Stella e Santa Maria della Cattolica a Stilo. Notevoli, a sud, Santa Maria di Polsi, che avrà un grande destino nel corso dei secoli, e San Giorgio di Pietra Kappa, vicino a San Luca, mentre scarse sono le fonti storiche riguardanti il cenobio dei Basiliani sul monte Varraro a nord di Careri.
Nella vallata del Torbido, sulla Limina, fu fondato da san Nicodemo da Cirò il monastero di San Nicola di Kellarana, il più importante della zona; tra XV e XVI secolo la sua sede fu poi trasferita a Mammola, nella grangia di San Biagio. In una carta greca del 1106 sono documentati i monasteri della Santissima Deipara dei Buceti a Martone, di Sant'Anania, forse nei pressi di Martone, e di San Giovanni Profeta Precursore e Battista, forse a San Giovanni di Gerace.
Lungo il corso del Pretoriate (attuale Torbido), si trovava il monastero di San Fantino Vecchio; sempre lungo lo stesso corso d'acqua, vi era San Fantino di Pretoriate.
In una carta greca di donazione databile al 1011-1012 un tale Nicodemo Kondos, per il perdono dei suoi peccati, dona al "santo padre nostro Nicodemo" la chiesa (o monastero) della Theotokos ton Orton, quattromila viti e due capienti botti. Non si sa se fu un monastero o una semplice chiesa, ed è comunemente identificata con Santa Maria delle Grazie nei pressi di Gioiosa. A Grotteria, presso la recente chiesa di Santa Maria del Soccorso, si ha notizia di un monastero di San Nicola; risulta da un documento del 1232 e sarebbe stato distrutto da un terremoto nel 1349.
Oltre a questi monasteri, ne sono documentati altri nella diocesi, quasi una trentina, di cinque dei quali non si conosce la collocazione geografica. La forte fluttuazione di monaci fra un monastero e l'altro, e la brevità della vita di molti monasteri, rendono impossibile qualsiasi valutazione dell'entità numerica dei singoli centri monastici.
Il culto dato ai numerosi santi monaci calabresi fu spontaneo e immediato, e certamente rimase limitato – com'è ancora oggi – alla sola zona che era stata teatro della loro vita, e dove morirono e furono sepolti. Ciò avviene perché i santi italogreci erano venerati soprattutto nei monasteri. Per di più ogni monastero, oltre ad essere indipendente dagli altri, poteva vantare santi propri cui dedicare il massimo delle attenzioni ed il culto.

### Epoca normanno-sveva
Nella seconda metà dell'XI secolo i Normanni conquistarono progressivamente la Calabria ponendo fine alla dominazione bizantina. L'arrivo dei nuovi padroni non sconvolse la vita della diocesi di Gerace. Il rito bizantino vi fu mantenuto e i monasteri greci poterono prosperare ancor più che nel passato. Tuttavia con i Normanni iniziarono la loro penetrazione nelle terre calabresi i benedettini, che fondarono importanti abbazie in tutto il territorio (per esempio, Santa Maria della Matina presso San Marco Argentano, Santa Maria di Corazzo presso l'attuale Carlopoli, Santissima Trinità a Mileto), seguiti dai Cistercensi e dagli Agostiniani; furono questi monaci lo strumento attraverso i quali il rito latino cominciò a diffondersi in modo inarrestabile in Calabria.
L'avvento dei Normanni fu per Gerace un momento di risveglio e di rinascita: «a Gerace furono costruite la splendida cattedrale dedicata all'Assunta e un numero tale di chiese che da allora fu detta città santa; fiorirono altri centri abitati (Castelvetere, Grotteria, Bruzzano...); crebbe il numero dei monasteri greci, alcuni dei quali – San Filippo d'Argirò, San Nicodemo di Mammola, Santa Maria di Polsi – accumularono sensibili rendite». I vescovi e il rito continuarono ad essere greci, benché la diocesi rimanesse suffraganea di Reggio, che nel frattempo aveva però fatto proprio il rito latino.
Il primo vescovo noto dell'epoca normanna è Leonzio I, che nel 1100 presiedette agli inizi dei lavori di ricostruzione del monastero di San Filippo d'Argirò; forse fu lo stesso vescovo sotto il quale nel 1080 venne dato avvio ai lavori di costruzione della cattedrale geracense. La cronotassi dei vescovi del XII secolo è abbastanza confusa e incerta: i documenti coevi infatti menzionano dei prelati, che tuttavia sono per lo più ignorati da uno dei testi fondamentali per la stesura della cronotassi geracense, ossia la Vitae episcoporum ecclesiae Hieraciensis di Ottaviano Pasqua (XVI secolo), che riporta invece un altro elenco episcopale.
Sul finire del XII secolo ai normanni succedettero gli Svevi (1194-1266) e con loro cominciarono a diffondersi nella diocesi il rito e la lingua latine. Infatti nel Duecento arrivarono a Gerace i francescani, mentre a Castelvetere fu fondato un convento di agostiniane. A Gerace inoltre è attestata l'esistenza nel corso del XIII secolo della chiesa di San Michele dei Latini.
Nel terzo quarto del XIII secolo sembra che nella diocesi ci sia stata una netta ripresa, ed il recupero di più accettabili condizioni di vita. Si hanno generiche notizie dell'arroganza e delle usurpazioni dei signorotti locali, ma è troppo poco per ricostruire il periodo storico. I confini dei tanti latifondi feudali s'identificheranno però spesso con quelli dei monasteri italogreci.

### Epoca angioino-aragonese
Dopo il periodo svevo, cominciò quello angioino-aragonese. Vi furono, in quegli anni, gravi disordini interreligiosi per la presenza malsopportata di una colonia ebraica; a Grotteria, importante centro della diocesi, la "giudecca" sembra attestata nel 1276-1277.
Gli angioini adottarono una pressante politica antibizantina, dando un contributo decisivo alla fine del monachesimo italo greco nella diocesi, che già era in crisi per motivi interni. Infatti non aveva più da tempo interscambi con il mondo bizantino d'oriente, ed inoltre la popolazione non era più tutta greca. Inoltre, i beni dei monasteri furono o dissipati da abati empi o sequestrati da signori feudali locali. Nel volgere di due secoli più della metà dei monasteri geracesi terminarono la loro parabola o consumandosi senza lasciare altra traccia che qualche vago indizio nella toponomastica, o diventando grange di monasteri più importanti; questo anche per la diffusione della pratica della commenda.
Un importante insieme di documenti, le Collettorie pontificie, indicano la situazione fiscale della diocesi negli anni 1324-1328. Per quanto riguarda i monasteri, tutti quelli della diocesi erano tassati, nel 1324, per un totale di 3 once e mezzo. Il dato complessivo delle rendite della mensa vescovile arriva a 198 fiorini l'anno, e si colloca in posizione mediana nella classifica delle diocesi calabresi.
Il XIV secolo fu segnato dalla presenza di due importanti vescovi, di origine greca: Barlaam di Seminara (1342-1348), personalità di grande spessore culturale e politico nel mondo bizantino, maestro di greco e latino di Francesco Petrarca e Giovanni Boccaccio, eletto vescovo di Gerace direttamente da papa Clemente VI; e Simone Atomano (1348-1366), che nel 1350 celebrò in diocesi l'anno santo ed insieme un sinodo diocesano, secondo quanto riferisce Ottaviano Pasqua. La diocesi ebbe tuttavia un periodo di crisi quando il vescovo Nicola Mele (1366-1382) aderì all'obbedienza avignonese e parteggiò per l'antipapa Clemente VII, motivi che indussero papa Urbano VI a farlo deporre e imprigionare.
Rivolgendo lo sguardo all'organizzazione diocesana quattrocentesca, accanto al vescovo operava il capitolo, formato di sette dignità – decano, cantore, arcidiacono, protopapa, tesoriere, protonotario, primicerio – e un buon numero di canonici semplici. Per quanto riguarda invece le parrocchie, le chiese principali dei centri più importanti erano "protopapali", e delle varie parrocchie si hanno notizie solo nella metà del XVI secolo, epoca della quale si possiedono alcuni verbali delle visite pastorali.
Altro documento fondamentale per la storia del cristianesimo in questa zona è una relazione che, nel 1457, compilò Atanasio Calceofilo (Chalkeopoulos), allora archimandrita di Santa Maria del Patir a Rossano, e futuro vescovo di Gerace. La situazione complessiva in tutta la diocesi è accettabile; ma ci sono delle situazioni particolarmente gravi, che fanno comprendere il modo in cui il monachesimo italo-greco andava scomparendo. Il totale, nei monasteri visitati, è di soli 14 monaci e 10 monache. L'unico monastero italo-greco che sopravviverà, fino al 1783, sarà San Biagio a Mammola, inizialmente grangia di San Nicodemo.
Si deve allo stesso vescovo Atanasio Calceofilo, il 29 marzo 1480 la fine del rito bizantino in tutta la diocesi e l'imposizione del rito latino; Atanasio inoltre fece smontare ed eliminare definitivamente l'iconostasi dalla cattedrale di Gerace.
Dal 1472 al 1534 la diocesi fu unita in persona episcopi alla sede di Oppido Mamertina.

### Epoca moderna e contemporanea
Dopo decenni di vescovi commendatari che non misero mai piede in diocesi, durante il concilio di Trento Gerace ebbe nuovamente dei vescovi residenti, che si impegnarono, benché senza molti risultati, ad attuare le direttive tridentine, attraverso la celebrazione di sinodi diocesani e le visite pastorali. Il seminario fu fondato dal vescovo Andrea Candido nel 1565, ma iniziò a funzionare regolarmente solo nel 1593.
"Secolo oscuro" per la chiesa di Gerace fu il periodo compreso fra il 1622 ed il 1748 «durante il quale dei nove vescovi che ebbe, quattro – colti da morte precoce o trasferiti altrove – ebbero un vescovato brevissimo; uno fu a lungo assente perché comandato in Portogallo e a Napoli; tre, accusati di gravi delitti anche contro la morale, rinunciarono al vescovato; uno fu sospettato di essere mandante di omicidi, ma governò per quarant'anni». Seguirono due vescovi, Cesare Rossi (1750-1755) e Pietro Domenico Scoppa (1756-1793) che fecero del loro meglio per risollevare le sorti e il prestigio della diocesi, ma il terribile terremoto del 1783 aggravò le condizioni economiche e sociali del territorio, portando alla distruzione di molti edifici religiosi.
L'Ottocento è segnato da lunghi periodi di sede vacante, a causa prima della rivoluzione francese (1806-1818), e poi della politica anticlericale del giovane governo italiano (1860-1872).
L'8 aprile 1920 con il breve Sanctuarium beatae Mariae il santuario della Madonna di Polsi fu decorato del titolo di abbatia nullius e ai suoi rettori pro tempore fu concesso il titolo di "abate nullius"; successivamente il titolo fu assegnato ai vescovi di Gerace.
Il 22 febbraio 1954 in forza della bolla Urgente Christi di papa Pio XII la cattedrale e la sede episcopale fu trasferita da Gerace a Locri, all'antica cattedrale di Gerace fu assegnato il titolo di concattedrale e la diocesi assunse il nome di diocesi di Gerace-Locri, che mantenne fino al 30 settembre 1986 quando ha assunto il nome attuale.
Nel 1959 la parrocchia di Casalinovo fu scorporata dalla diocesi di Gerace-Locri ed annessa alla diocesi di Bova.
Il 18 novembre 1989 la Santa Sede ha modificato il territorio della diocesi di Locri-Gerace, che si è vista attribuire 15 nuove parrocchie dall'arcidiocesi di Catanzaro-Squillace e site nei comuni di Stilo, Pazzano, Stignano, Placanica, Riace, Bivongi, Camini, Monasterace, e nelle frazioni Campoli, Focà e Ursini di Caulonia; contestualmente, alla stessa arcidiocesi di Catanzaro-Squillace, Locri-Gerace ha ceduto le due parrocchie del comune di Fabrizia.

## Cronotassi dei vescovi
Si omettono i periodi di sede vacante non superiori ai 2 anni o non storicamente accertati.

### Vescovi di Gerace
- Dolcino † (? - prima di novembre 594 deceduto)[10]
- Marciano † (597 - dopo il 599)
- Crescenzo o Crescente † (menzionato nel 649)
- Stefano † (menzionato nel 680)
- Gregorio † (inizio dell'VIII secolo)[11]
- Cristoforo † (menzionato nel 787)
- Giorgio † (menzionato nell'870)[12]
- Leonzio I † (prima del 1100 - dopo il 1106)
- Leonzio II † (menzionato nel 1119)[13]
- Costantino I † (menzionato nel 1179)
- Eustrazio † (prima di dicembre 1194)[14]
- Leone I † (menzionato nel dicembre 1194)[15]
- Nicola I † (1194 - ?)[14]
- Costantino I † (menzionato nel 1202)[15]
- Basilio III † (1204 - ?)[14]
- Nifone I † (menzionato nel 1211)[14]
- Leone II † (menzionato nel 1211)[15]
- Anonimo † (menzionato nel 1215)[15]
- Nicola II † (1219 - 1225/1226)[14]
- Nifone II † (menzionato nel 1229)[14]
  - B. † (menzionato come "vescovo eletto" nel 1232 e 1233)[15][16]
- Costantino II † (menzionato nel 1234)[14]
- Anonimo † (menzionato nel 1236 e 1237)[15]
- Nicola III † (menzionato nel 1237)[14]
- Paolo † (menzionato nel 1240)[14]
- Filippo † (menzionato nel 1245)[14]
- Anonimo † (? - 1246 deceduto)[15]
- Ignazio † (menzionato nel 1249)[14]
- Barsanufio (o Bartinolfo?), O.S.B.I. † (prima di dicembre 1250 - 18 ottobre 1254 deposto)[15]
- Leone † (18 ottobre 1254 - dopo il 1255)[15]
- Paolo † (prima di agosto 1262 - dopo luglio 1280 deceduto)[15]
- Giacomo I, O.S.B.I. † (1280 - 1303 deceduto)
- Barlaam I † (1303 - prima del 26 giugno 1309 deceduto)
- Giovanni Tirseo † (1312 - dopo l'8 maggio 1334 deceduto)
- Nicola † (10 luglio 1342 - 8 settembre 1342 deceduto)
- Barlaam II, O.S.B.I. † (2 ottobre 1342 - dopo il 29 maggio 1348 deceduto)
- Simone Atomano, O.S.B.I. † (23 giugno 1348 - 17 aprile 1366 nominato arcivescovo di Tebe)
- Nicola Mele † (3 agosto 1366 - prima del 18 luglio 1380 deposto)
- Giacomo II † (circa 1380 - 2 giugno 1400 deceduto)
- Angelo de Tufo † (5 luglio 1400 - 7 maggio 1419 deceduto)
- Paolo di Segni † (12 giugno 1419 - 4 febbraio 1429 nominato arcivescovo di Reggio Calabria)
- Aimerico † (18 marzo 1429 - 7 maggio 1444 deceduto)
- Gregorio Diositani † (10 luglio 1444 - 3 agosto 1461 deceduto)
- Atanasio Calceofilo, O.Cist. † (21 ottobre 1461 - 4 novembre 1497 deceduto)
- Troilo Carafa † (27 novembre 1497 - 1505 deceduto)
- Jaime de Conchillos, O. de M. † (23 febbraio 1505 - 25 febbraio 1509 nominato vescovo di Catania)
- Bandinello Sauli † (25 febbraio 1509 - 19 novembre 1517 dimesso)
  - Francesco Armellini Pantalassi de' Medici † (19 novembre 1517 - 6 giugno 1519 dimesso) (amministratore apostolico)
  - Alessandro Cesarini † (6 giugno 1519 - 15 giugno 1519 dimesso) (amministratore apostolico)
- Girolamo Planca † (15 giugno 1519 - 21 agosto 1534 deceduto)
  - Alessandro Cesarini † (21 agosto 1534 - 20 febbraio 1538 dimesso) (amministratore apostolico, per la seconda volta)
- Tiberio Muti † (20 febbraio 1538 - 9 marzo 1552 nominato vescovo di Assisi)
- Giovanni Andrea Candido, O.S.Io.Hier. † (19 marzo 1552 - 6 settembre 1574 deceduto)
- Ottaviano Pasqua † (17 settembre 1574 - 8 gennaio 1591 deceduto)
- Vincenzo Bonardo, O.P. † (20 marzo 1591 - 11 marzo 1601 deceduto)
- Orazio Mattei † (19 novembre 1601 - 13 giugno 1622 deceduto)
- Alessandro Bosco † (8 agosto 1622 - dicembre 1623 dimesso o deceduto)
- Stefano de Rosis † (29 gennaio 1624 - 15 agosto 1624 deceduto)
- Giovanni Maria Belletti † (27 gennaio 1625 - 24 febbraio 1626 deceduto)
- Lorenzo Tramalli † (16 settembre 1626 - 8 ottobre 1649 deceduto)
- Michele Angelo Vincentini † (2 maggio 1650 - 20 dicembre 1670 dimesso)
- Stefano Sculco † (22 dicembre 1670 - 20 aprile 1686 dimesso)
- Tommaso Caracciolo † (28 aprile 1687 - 31 marzo 1689 deceduto)
- Domenico Diez de Aux † (7 novembre 1689 - 5 novembre 1729 deceduto)
- Ildefonso del Tufo, O.S.B.Oliv. † (8 febbraio 1730 - 7 maggio 1748 dimesso)
- Domenico Bozzoni † (3 marzo 1749 - 21 dicembre 1749 deceduto)
- Cesare Rossi † (23 febbraio 1750 - 14 novembre 1755 deceduto)
- Pietro Domenico Scoppa † (5 aprile 1756 - 14 novembre 1793 deceduto)
  - Sede vacante (1793-1797)
- Vincenzo Barisani, O.S.A. † (18 dicembre 1797 - 4 febbraio 1806 deceduto)
  - Sede vacante (1806-1818)
- Giuseppe Maria Pellicano † (21 dicembre 1818 - 19 giugno 1833 deceduto)
- Luigi Perrone † (19 dicembre 1834 - 14 marzo 1852 deceduto)
- Pasquale de Lucia † (27 settembre 1852 - 11 giugno 1860 deceduto)
  - Sede vacante (1860-1872)
- Francesco Saverio Mangeruva † (6 maggio 1872 - 11 maggio 1905 deceduto)
- Giorgio Delrio † (6 dicembre 1906 - 16 dicembre 1920 nominato arcivescovo di Oristano)
- Giovanni Battista Chiappe † (4 ottobre 1922 - 26 agosto 1951 deceduto)
- Pacifico Maria Luigi Perantoni † (31 gennaio 1952 - 22 febbraio 1954 nominato vescovo di Gerace-Locri)

### Vescovi di Gerace-Locri
- Pacifico Maria Luigi Perantoni † (22 febbraio 1954 - 21 agosto 1962 nominato arcivescovo di Lanciano e Ortona)
- Michele Alberto Arduino † (21 ottobre 1962 - 18 giugno 1972 deceduto)
- Francesco Tortora, O.M. † (21 ottobre 1972 - 30 settembre 1986 nominato vescovo di Locri-Gerace)

### Vescovi di Locri-Gerace
- Francesco Tortora, O.M. † (30 settembre 1986 - 22 settembre 1988 dimesso)
- Antonio Ciliberti † (7 dicembre 1988 - 6 maggio 1993 nominato arcivescovo di Matera-Irsina)
- Giancarlo Maria Bregantini, C.S.S. (12 febbraio 1994 - 8 novembre 2007 nominato arcivescovo di Campobasso-Boiano)
- Giuseppe Fiorini Morosini, O.M. (20 marzo 2008 - 13 luglio 2013 nominato arcivescovo di Reggio Calabria-Bova)
- Francesco Oliva, dal 5 maggio 2014

## Statistiche
La diocesi nel 2023 su una popolazione di 118.617 persone contava 108.208 battezzati, corrispondenti al 91,2% del totale.
| anno | popolazione | popolazione | popolazione | presbiteri | presbiteri | presbiteri | presbiteri                | diaconi | religiosi | religiosi | parrocchie |
| anno | battezzati  | totale      | %           | numero     | secolari   | regolari   | battezzati per presbitero | diaconi | uomini    | donne     | parrocchie |
| ---- | ----------- | ----------- | ----------- | ---------- | ---------- | ---------- | ------------------------- | ------- | --------- | --------- | ---------- |
| 1948 | 148.700     | 149.000     | 99,8        | 109        | 107        | 2          | 1.364                     |         | 2         | 63        | 73         |
| 1970 |             | 260.000     | 0,0         | 100        | 95         | 5          | 0                         |         | 5         | 112       | 75         |
| 1980 | 121.900     | 128.300     | 95,0        | 76         | 62         | 14         | 1.603                     |         | 15        | 141       | 77         |
| 1990 | 127.100     | 128.150     | 99,2        | 70         | 54         | 16         | 1.815                     |         | 17        | 114       | 60         |
| 1999 | 131.190     | 131.665     | 99,6        | 73         | 53         | 20         | 1.797                     | 2       | 23        | 137       | 73         |
| 2000 | 130.048     | 131.150     | 99,2        | 73         | 54         | 19         | 1.781                     | 2       | 22        | 140       | 73         |
| 2001 | 129.874     | 131.021     | 99,1        | 74         | 55         | 19         | 1.755                     | 2       | 22        | 143       | 73         |
| 2002 | 132.107     | 133.307     | 99,1        | 81         | 56         | 25         | 1.630                     | 2       | 28        | 145       | 73         |
| 2003 | 132.105     | 133.281     | 99,1        | 79         | 56         | 23         | 1.672                     | 1       | 23        | 147       | 73         |
| 2004 | 132.511     | 134.043     | 98,9        | 77         | 52         | 25         | 1.720                     | 1       | 25        | 147       | 73         |
| 2013 | 122.000     | 133.000     | 91,7        | 92         | 63         | 29         | 1.326                     | 7       | 31        | 113       | 74         |
| 2016 | 113.545     | 123.975     | 91,6        | 78         | 60         | 18         | 1.455                     | 8       | 21        | 91        | 74         |
| 2019 | 113.000     | 123.400     | 91,6        | 84         | 61         | 23         | 1.345                     | 9       | 28        | 89        | 74         |
| 2021 | 105.642     | 119.560     | 88,4        | 66         | 48         | 18         | 1.600                     | 9       | 21        | 65        | 73         |
| 2023 | 108.208     | 118.617     | 91,2        | 71         | 51         | 20         | 1.524                     | 9       | 22        | 64        | 73         |